# Seto no Hanayome
Seto no Hanayome (瀬戸の花嫁 tạm dịch: Cô dâu của tôi là một nàng tiên cá) là một loạt manga được viết bởi Kimura Tahiko. Loạt manga này được đăng lần đầu tiên vào năm 2002 trên tạp chí truyện tranh Monthly Gangan WING tại Nhật Bản, xuất bản bởi Square Enix.
Tác phẩm cũng đã được chuyển thể sang các phương tiện truyền thông khác. Như các đĩa drama CD của loạt này đã được phát hành còn chuyển thể anime của truyện đã được thực hiện bởi Gonzo và đạo diễn bởi Kishi Seiji đã phát sóng tại Nhật Bản trên kênh TV Tokyo từ ngày 1 tháng 4 đến ngày 30 tháng 9 năm 2007 với 26 tập. Hai tập OVA cũng đã được phát hành sau đó.

## Cốt truyện
Câu xoay quanh cuộc sống thường ngày của Michishio Nagasumi sau khi cậu được một nàng tiên cá tên Seto Sun cứu khỏi chết đuối, nhưng theo luật của người cá tại đây thì nếu để để con người biết được mình là người cá sẽ bị khép tội chết trừ khi người đó là gia đình. Nên Sun vốn là con gái trưởng của một gia tộc yakuza đã quyết định trở thành vợ của Nagasumi dù cha của cô cùng một số người trong gia tộc luôn phản đối và muốn phá cuộc hôn nhân này, dù cha của Sun là người cầm đầu gia tộc yakuza nhưng ông lại vô cùng sợ vợ người ủng hộ quyết định của cô nên luôn tìm cách bí mật "giải quyết" Nagasumi với đủ thứ lý do khác nhau. Để tồn tại khả năng tự vệ và thể trạng của Nagasumi đã phát triển lên mức "siêu phàm" một cách tự nhiên khi cậu sống sót sau hàng loạt vụ ám sát, chiến đấu khi chẳng còn chỗ nào để chạy và cố giữ cuộc sống bình thường của mình cùng mọi người không bị đảo lộn khi có sự xuất hiện của cả một gia tộc yakuza tại nơi mà cậu sống cũng như để bảo vệ Sun khỏi các rắc rối khác mà từ đó nhiều tình huống hài hước luôn nảy sinh.

## Nhân vật

#### Gia đình Michishio
Michishio Nagasumi (満潮 永澄)
Lồng tiếng bởi: Mizushima Takahiro
Bố của Nagasumi (永澄の父)
Lồng tiếng bởi: Imaruoka Atsushi
Mẹ của Nagasumi (永澄の母)
Lồng tiếng bởi: Namiki Noriko
Bà của Nagasumi (永澄の祖母)
Lồng tiếng bởi: Matsushima Eriko

#### Gia đình Seto
Seto San (瀬戸 燦)
Lồng tiếng bởi: Momoi Haruko
Seto Gōzaburō (瀬戸 豪三郎)
Lồng tiếng bởi: Miyake Kenta
Seto Ren (瀬戸 蓮)
Lồng tiếng bởi: Nabei Makiko

##### Những người trong băng Seto
Masa (政)
Lồng tiếng bởi: Murase Katsuki
Maki (巻)
Lồng tiếng bởi: Kuwatani Natsuko
Shark Fujishiro (シャーク藤代)
Lồng tiếng bởi: Koyasu Takehito
Octopus Nakajima (オクトパス中島)
Lồng tiếng bởi: Yabe Masashi

#### Gia đình Edomae
Edomae Runa (江戸前 留奈)
Lồng tiếng bởi: Sakura Nogawa
Bố của Runa (ルナパパ)
Lồng tiếng bởi: Genda Tesshō
Sagami Amano (相模 天王)

#### Khác
Zenigata Mawar (銭形 巡)
Lồng tiếng bởi: Morinaga Rika
Sarutobi Hideyoshi (猿飛 秀吉)
Lồng tiếng bởi: Yabe Masashi
Iinchō (委員長)
Lồng tiếng bởi: Rikimaru Noriko
Mikawa Kai (三河 海)
Lồng tiếng bởi: Ono Daisuke
Shiranui Akeno Myōjō (不知火 明乃 明星)
Lồng tiếng bởi: Kitamura Eri
Sarutobi Satori (猿飛 悟)
Lồng tiếng bởi: Kaneda Tomoko
Sātan (サーたん)
Lồng tiếng bởi: Tsunematsu Ayumi
Suruga Yuhiteru (駿河 由比輝)
Fuki (蕗)
Ohōtsuku Maruko (緒呆突 丸子)

## Truyền thông

### Manga
Loạt manga Seto no Hanayome được đăng thường kỳ trên tạp chí truyện tranh Monthly Gangan WING từ năm 2002 do Square Enix phát hành. Vào tháng 5 năm 2009, Seto no Hanayome đã ngừng đăng trên Monthly Gangan WING và chuyển sang đăng trên Monthly Gangan Joker, một người anh em khác của nó. Các chương sau đó được tập hợp lại thành 16 tankōbon với tập cuối phát hành vào tháng 12 năm 2010.

### Drama CD
Frontier Works đã phát hành các đĩa drama CD vào năm 2004 với cốt truyện bao hàm nội dung hai tập đầu của loạt manga.
Avex Group thì thực hiện các đĩa drama CD dựa trên bộ anime có tựa Setouchi Bangaichi Koi no Yūnagi-hen (瀬戸内番外地 恋の夕凪篇) phát hành vào ngày 25 tháng 4 năm 2007.
Animedia thì thực hiện một chương trình hỗ trợ trả lời trực tuyến có tựa Setouchi Bangaichi Kōfuku no Shokutaku-hen (瀬戸内番外地 幸福の食卓篇).
Gangan Wing cũng thực hiện và đính kèm một drama CD có tựa Setouchi Bangaichi My Room-hen (瀬戸内番外地 マイ・ルーム篇) trong số đặc biệt của mình phát hành tháng 7 năm 2007.

### Anime
Bộ anime Seto no Hanayome do Kishi Seiji làm đạo diễn, sản xuất bởi Gonzo và Anime International Company, đã được chiếu trên kênh TV Tokyo tại Nhật Bản từ ngày 1 tháng 4 đến ngày 30 tháng 9 năm 2007 với tổng cộng 26 tập. Tập 17 của bô anime dự định phát sóng trên một mạng truyền hình cáp của Nhật Bản là Anime Theater X nhưng đã bị hủy vì lý do vi phạm bản quyền. Một số nhân vật xuất hiện trong tập đó được cho là rất giống với các nhân vật trong các bộ anime khác.
Bộ anime này đã được Funimation Entertainment đăng ký bản quyền tại thị trường Bắc Mỹ, Madman Entertainment đã đăng ký bản quyền phiên bản tiếng Anh để phát hành tại Úc và New Zealand, Arait Multimedia đăng ký tại Tây Ban Nha và Mighty Media đăng ký tại Đài Loan.
Hai tập OVA đã được phát hành. Tập đầu có tựa Jin (仁) phát hành vào ngày 28 tháng 11 năm 2008 cùng với bài hát kết thúc là Mirai e Go (未来へGo), bài hát mở đầu là Zettai Otome (絶対乙女) đã ra mắt trước đó vào ngày 29 tháng 10 năm 2008. Tập thứ hai có tựa Gi (義) được phát hành vào ngày 30 tháng 1 năm 2009 cùng với bài hát kết thúc Kakehashi (梯 -かけはし-), bài hát mở đầu là Tenshi Ranman Love Power (天使爛漫 Love Power) cũng đã ra mắt trước đó vào ngày 24 tháng 12 năm 2008.

### Sách
Square Enix đã phát hành một cuốn sách hướng dẫn có tên Seto no Hanayome Sakura 2-nen 1-gumi Ninkyō-sensei (瀬戸の花嫁 桜 2年1組任侠先生) vào tháng 7 năm 2007.
Một quyển sách hướng dẫn khác có tên TV Anime Seto no Hanayome Kōshiki Guide Book (TVアニメ瀬戸の花嫁 公式ガイドブック) do nhà xuất bản JIVE phát hành vào tháng 12 năm 2007.
Gakken thì phát hành một quyển sách có tên Seto no Hanayome Seal & Postcard (瀬戸の花嫁シール＆ポストカード) vào tháng 3 năm 2010.

### Âm nhạc
Bộ anime có ba bài hát chủ đề chính, một để mở đầu và hai để kết thúc. Ca khúc mở đầu mang tên Romantic Summer được trình bày bởi Sun (Momoi Haruko) và Lunar (Nogawa Sakura); bài hát được sáng tác, sửa chữa và phối nhạc bởi Momoi Haruko, đĩa đơn chứa bài hát đã phát hành vào ngày 25 tháng 4 năm 2007. Trong phần phim mở đầu, các nhân vật sẽ lần lượt xuất hiện theo từng tập mà họ bắt đầu có sự hiện diện. Ca khúc kết thúc mang tên Asu e no Hikari (明日への光) do Hinoi Asuka thực hiện; bài hát được sáng tác, sửa chữa và phối nhạc bởi Sasakura Yugo, dùng từ tập 1 đến tập 13 và tập 26, đĩa đơn chứa bài hát đã phát hành vào ngày 02 tháng 5 năm 2007. Bài hát kết thúc thứ hai là Dan Dan Dan trình bày bởi Sun (Momoi Haruko) và Lunar (Nogawa Sakura), nó do Matsui Gorō sáng tác và sửa chữa bởi Naruse Shūhei, trong đoạn phim kết thúc này, các nhân vật cũng lần lượt xuất hiện và được thể hiện theo từng tính cách khác nhau của mỗi người, đĩa đơn chứa bài hát đã phát hành vào ngày 22 tháng 8 năm 2007. Ba đĩa chứa các bản nhạc dùng trong bộ anime đã và chỉ phát hành dưới dạng đĩa đính kèm phiên bản đặc biệt của ba bộ hộp BD/DVD 2,3 và 4, các đĩa này còn có một đoạn drama ở cuối. Ngoài ra phiên bản bộ hộp BD/DVD thứ 8 có đính kèm một trong hai đĩa chứa bài hát do nhân vật Sun hoặc Lunar trình bày.
Một bộ 6 đĩa đơn chứa các bài hát do các nhân vật trình bày đã phát hành từ ngày 27 tháng 6 đến ngày 03 tháng 10 năm 2007. Hai album chứa các bài hát do hai nhân vật Sun và Lunar trình bày đã phát hành vào ngày 19 tháng 12 năm 2007. Hai album tổng hợp các bài hát do các nhân vật trình bày đã phát hành vào ngày 27 tháng 2 năm 2008.
| Romantic summer  | Romantic summer                                                     | Romantic summer |
| STT              | Nhan đề                                                             | Thời lượng      |
| ---------------- | ------------------------------------------------------------------- | --------------- |
| 1.               | "Romantic summer"                                                   | 3:45            |
| 2.               | "Namida Ichirin (涙一輪)"                                           | 2:24            |
| 3.               | "Romantic summer instrumental version"                              | 3:45            |
| 4.               | "Namida Ichirin instrumental version (涙一輪 instrumental version)" | 2:20            |
| Tổng thời lượng: | Tổng thời lượng:                                                    | 12:14           |

| Asu e no Hikari (明日への光) | Asu e no Hikari (明日への光)                                     | Asu e no Hikari (明日への光) |
| STT                          | Nhan đề                                                          | Thời lượng                   |
| ---------------------------- | ---------------------------------------------------------------- | ---------------------------- |
| 1.                           | "Asu e no Hikari (明日への光)"                                   | 4:41                         |
| 2.                           | "VOICES"                                                         | 4:09                         |
| 3.                           | "Kimi ga Ita Basho (君がいた場所)"                               | 4:42                         |
| 4.                           | "Asu e no Hikari (Instrumental) (明日への光 (Instrumental))"     | 4:41                         |
| 5.                           | "VOICES (Instrumental)"                                          | 4:09                         |
| 6.                           | "Kimi ga Ita Basho (Instrumental) (君がいた場所 (Instrumental))" | 4:41                         |
| Tổng thời lượng:             | Tổng thời lượng:                                                 | 27:03                        |

| Dan Dan Dan      | Dan Dan Dan                               | Dan Dan Dan |
| STT              | Nhan đề                                   | Thời lượng  |
| ---------------- | ----------------------------------------- | ----------- |
| 1.               | "Dan Dan Dan"                             | 4:01        |
| 2.               | "your gravitation -SUN & LUNAR version-"  | 4:11        |
| 3.               | "Dan Dan Dan (instrumental version)"      | 4:00        |
| 4.               | "your gravitation (instrumental version)" | 4:10        |
| Tổng thời lượng: | Tổng thời lượng:                          | 16:22       |

| Seto no Hanayome Gekichuu Ongaku-shuu 1 (瀬戸の花嫁 劇中音楽集その1) | Seto no Hanayome Gekichuu Ongaku-shuu 1 (瀬戸の花嫁 劇中音楽集その1) | Seto no Hanayome Gekichuu Ongaku-shuu 1 (瀬戸の花嫁 劇中音楽集その1) |
| STT                                                                  | Nhan đề                                                              | Thời lượng                                                           |
| -------------------------------------------------------------------- | -------------------------------------------------------------------- | -------------------------------------------------------------------- |
| 1.                                                                   | "Subtitle (サブタイトル)"                                            | 0:08                                                                 |
| 2.                                                                   | "Jikai Yokoku (次回予告)"                                            | 0:33                                                                 |
| 3.                                                                   | "Michishio-ke Danran (満潮家団欒)"                                   | 1:32                                                                 |
| 4.                                                                   | "Tanoshii Hitotoki (楽しいひと時)"                                   | 1:30                                                                 |
| 5.                                                                   | "Karen (可憐)"                                                       | 1:42                                                                 |
| 6.                                                                   | "Thinking Time (シンキングタイム)"                                   | 0:53                                                                 |
| 7.                                                                   | "Dotabata (ドタバタ)"                                                | 2:01                                                                 |
| 8.                                                                   | "Funauta (舟歌)"                                                     | 0:30                                                                 |
| 9.                                                                   | "Omoi (想い)"                                                        | 2:14                                                                 |
| 10.                                                                  | "Happy End (ハッピーエンド)"                                         | 2:06                                                                 |
| 11.                                                                  | "Tasogare (黄昏)"                                                    | 1:20                                                                 |
| 12.                                                                  | "Namida (涙)"                                                        | 1:13                                                                 |
| 13.                                                                  | "Ketsui (決意)"                                                      | 1:38                                                                 |
| 14.                                                                  | "Mystery (ミステリー)"                                               | 1:17                                                                 |
| 15.                                                                  | "Jiken Hassei (事件発生)"                                            | 1:32                                                                 |
| 16.                                                                  | "KILL"                                                               | 1:41                                                                 |
| 17.                                                                  | "Keishi Soukan no Musume (警視総監の娘)"                             | 1:13                                                                 |
| 18.                                                                  | "Shark (シャーク)"                                                   | 0:35                                                                 |
| 19.                                                                  | "Avant (アバン)"                                                     | 1:38                                                                 |
| 20.                                                                  | "Bon'odori (盆踊り)"                                                 | 1:25                                                                 |
| 21.                                                                  | "Yomeiri Radio Shucchouban Sono 1 (嫁入りラジオ出張版その1)"         | 29:38                                                                |
| Tổng thời lượng:                                                     | Tổng thời lượng:                                                     | 56:19                                                                |

| Seto no Hanayome Gekichuu Ongaku-shuu 2 (瀬戸の花嫁 劇中音楽集その2) | Seto no Hanayome Gekichuu Ongaku-shuu 2 (瀬戸の花嫁 劇中音楽集その2) | Seto no Hanayome Gekichuu Ongaku-shuu 2 (瀬戸の花嫁 劇中音楽集その2) |
| STT                                                                  | Nhan đề                                                              | Thời lượng                                                           |
| -------------------------------------------------------------------- | -------------------------------------------------------------------- | -------------------------------------------------------------------- |
| 1.                                                                   | "Eyecatch A (アイキャッチA)"                                         | 0:09                                                                 |
| 2.                                                                   | "Girls (ガールズ)"                                                   | 1:41                                                                 |
| 3.                                                                   | "Nodoka na Fuukei (のどかな風景)"                                    | 1:30                                                                 |
| 4.                                                                   | "Comical (コミカル)"                                                 | 0:57                                                                 |
| 5.                                                                   | "Omanuke (お間抜け)"                                                 | 1:13                                                                 |
| 6.                                                                   | "Funauta (short version) (舟歌(short version))"                      | 0:12                                                                 |
| 7.                                                                   | "Ningyo no Umi (人魚の海)"                                           | 1:17                                                                 |
| 8.                                                                   | "Surechigai (すれちがい)"                                            | 1:23                                                                 |
| 9.                                                                   | "Higeki (悲劇)"                                                      | 2:00                                                                 |
| 10.                                                                  | "Fuon (不穏)"                                                        | 1:36                                                                 |
| 11.                                                                  | "Taiji (対峙)"                                                       | 1:21                                                                 |
| 12.                                                                  | "Kyoufu (恐怖)"                                                      | 1:15                                                                 |
| 13.                                                                  | "Mokushiroku (黙示録)"                                               | 1:34                                                                 |
| 14.                                                                  | "Gokudou (極道)"                                                     | 1:41                                                                 |
| 15.                                                                  | "Western (ウェスタン)"                                               | 1:16                                                                 |
| 16.                                                                  | "Dandism (ダンディズム)"                                             | 0:47                                                                 |
| 17.                                                                  | "Majo (魔女)"                                                        | 1:14                                                                 |
| 18.                                                                  | "Live Kaishi (ライブ開始)"                                           | 2:51                                                                 |
| 19.                                                                  | "Heiankyou (平安京)"                                                 | 1:27                                                                 |
| 20.                                                                  | "Tatakai no Uta (Gekichuu version) (戦いの詩 (劇中version))"         | 1:16                                                                 |
| 21.                                                                  | "Yomeiri Radio Shucchouban Sono 2 (嫁入りラジオ出張版その2)"         | 29:59                                                                |
| Tổng thời lượng:                                                     | Tổng thời lượng:                                                     | 56:39                                                                |

| Seto no Hanayome Gekichuu Ongaku-shuu 3 (瀬戸の花嫁 劇中音楽集その3) | Seto no Hanayome Gekichuu Ongaku-shuu 3 (瀬戸の花嫁 劇中音楽集その3) | Seto no Hanayome Gekichuu Ongaku-shuu 3 (瀬戸の花嫁 劇中音楽集その3) |
| STT                                                                  | Nhan đề                                                              | Thời lượng                                                           |
| -------------------------------------------------------------------- | -------------------------------------------------------------------- | -------------------------------------------------------------------- |
| 1.                                                                   | "Eyecatch B (アイキャッチB)"                                         | 0:09                                                                 |
| 2.                                                                   | "Pretty☆ (プリティ☆)"                                                | 1:51                                                                 |
| 3.                                                                   | "Märchen (メルヘン)"                                                 | 1:15                                                                 |
| 4.                                                                   | "Shabada~ (シャバダ～)"                                              | 1:39                                                                 |
| 5.                                                                   | "Oiroke (お色気)"                                                    | 1:21                                                                 |
| 6.                                                                   | "Koibitotachi (恋人達)"                                              | 1:49                                                                 |
| 7.                                                                   | "Kaisou (回想)"                                                      | 0:32                                                                 |
| 8.                                                                   | "Yasoukyoku (夜想曲)"                                                | 2:00                                                                 |
| 9.                                                                   | "Sennyuu (潜入)"                                                     | 1:18                                                                 |
| 10.                                                                  | "Kiki (危機)"                                                        | 1:59                                                                 |
| 11.                                                                  | "Speed Battle (スピードバトル)"                                      | 1:49                                                                 |
| 12.                                                                  | "Daikessen (大決戦)"                                                 | 1:59                                                                 |
| 13.                                                                  | "Hissatsuwaza (必殺技)"                                              | 1:06                                                                 |
| 14.                                                                  | "Koutetsu no Otoko (鋼鉄の男)"                                       | 0:50                                                                 |
| 15.                                                                  | "Rival (ライバル)"                                                   | 1:36                                                                 |
| 16.                                                                  | "Uchuu (宇宙)"                                                       | 0:37                                                                 |
| 17.                                                                  | "Amazons (アマゾネス)"                                               | 0:35                                                                 |
| 18.                                                                  | "Daiundoukai (大運動会)"                                             | 2:15                                                                 |
| 19.                                                                  | "Lethal Ninkyou (リーサル仁侠)"                                      | 0:53                                                                 |
| 20.                                                                  | "Romantic summer (TV size)"                                          | 1:36                                                                 |
| 21.                                                                  | "Ashita e no Hikari (TV size) (明日への光 (TV size))"                | 1:34                                                                 |
| 22.                                                                  | "Dan Dan Dan (TV size)"                                              | 1:36                                                                 |
| 23.                                                                  | "Yomeiri Radio Shucchouban Sono 3 (嫁入りラジオ出張版その3)"         | 30:00                                                                |
| Tổng thời lượng:                                                     | Tổng thời lượng:                                                     | 1:00:19                                                              |

| your gravitation | your gravitation                          | your gravitation |
| STT              | Nhan đề                                   | Thời lượng       |
| ---------------- | ----------------------------------------- | ---------------- |
| 1.               | "your gravitation"                        | 4:10             |
| 2.               | "your gravitation -instrumental version-" | 4:10             |
| Tổng thời lượng: | Tổng thời lượng:                          | 8:20             |

| Lunarian         | Lunarian                          | Lunarian   |
| STT              | Nhan đề                           | Thời lượng |
| ---------------- | --------------------------------- | ---------- |
| 1.               | "Lunarian"                        | 4:07       |
| 2.               | "Lunarian -instrumental version-" | 4:05       |
| Tổng thời lượng: | Tổng thời lượng:                  | 8:12       |

| Seto no Hanayome Character Song 1 Brand-new mind (瀬戸の花嫁 キャラクターソング1 Brand-new mind) | Seto no Hanayome Character Song 1 Brand-new mind (瀬戸の花嫁 キャラクターソング1 Brand-new mind) | Seto no Hanayome Character Song 1 Brand-new mind (瀬戸の花嫁 キャラクターソング1 Brand-new mind) |
| STT                                                                                              | Nhan đề                                                                                          | Thời lượng                                                                                       |
| ------------------------------------------------------------------------------------------------ | ------------------------------------------------------------------------------------------------ | ------------------------------------------------------------------------------------------------ |
| 1.                                                                                               | "Brand-new mind"                                                                                 | 4:22                                                                                             |
| 2.                                                                                               | "Eiyuu no Uta (英雄の詩)"                                                                        | 3:39                                                                                             |
| 3.                                                                                               | "Brand-new mind (instrumental version)"                                                          | 4:21                                                                                             |
| 4.                                                                                               | "Eiyuu no Uta (instrumental version) (英雄の詩 (instrumental version))"                          | 3:36                                                                                             |
| Tổng thời lượng:                                                                                 | Tổng thời lượng:                                                                                 | 15:58                                                                                            |

| Seto no Hanayome Character Song 2 Wishing! (瀬戸の花嫁 キャラクターソング2 Wishing!) | Seto no Hanayome Character Song 2 Wishing! (瀬戸の花嫁 キャラクターソング2 Wishing!)         | Seto no Hanayome Character Song 2 Wishing! (瀬戸の花嫁 キャラクターソング2 Wishing!) |
| STT                                                                                  | Nhan đề                                                                                      | Thời lượng                                                                           |
| ------------------------------------------------------------------------------------ | -------------------------------------------------------------------------------------------- | ------------------------------------------------------------------------------------ |
| 1.                                                                                   | "Wishing!"                                                                                   | 4:00                                                                                 |
| 2.                                                                                   | "Natsu Kagiri no Image (夏かぎりのイマージュ)"                                               | 3:22                                                                                 |
| 3.                                                                                   | "Wishing! (instrumental version)"                                                            | 4:01                                                                                 |
| 4.                                                                                   | "Natsu Kagiri no Image (instrumental version) (夏かぎりのイマージュ (instrumental version))" | 3:21                                                                                 |
| Tổng thời lượng:                                                                     | Tổng thời lượng:                                                                             | 14:44                                                                                |

| Seto no Hanayome Character Song 3 GAP (瀬戸の花嫁 キャラクターソング3 GAP) | Seto no Hanayome Character Song 3 GAP (瀬戸の花嫁 キャラクターソング3 GAP)                            | Seto no Hanayome Character Song 3 GAP (瀬戸の花嫁 キャラクターソング3 GAP) |
| STT                                                                        | Nhan đề                                                                                               | Thời lượng                                                                 |
| -------------------------------------------------------------------------- | --- | -------------------------------------------------------------------------- |
| 1.                                                                         | "GAP"                                                                                                 | 4:05                                                                       |
| 2.                                                                         | "Matsuri no Uta -NON STOP!!!- (祭りの詩ーNON STOP!!!-)"                                               | 4:08                                                                       |
| 3.                                                                         | "GAP (instrumental version)"                                                                          | 4:05                                                                       |
| 4.                                                                         | "Matsuri no Uta -NON STOP!!!- (instrumental version) (祭りの詩 -NON STOP!!!- (instrumental version))" | 4:04                                                                       |
| Tổng thời lượng:                                                           | Tổng thời lượng:                                                                                      | 16:22                                                                      |

| Seto no Hanayome Character Song 4 Hit Man!! (瀬戸の花嫁 キャラクターソング4 ヒットマン!!) | Seto no Hanayome Character Song 4 Hit Man!! (瀬戸の花嫁 キャラクターソング4 ヒットマン!!) | Seto no Hanayome Character Song 4 Hit Man!! (瀬戸の花嫁 キャラクターソング4 ヒットマン!!) |
| STT                                                                                       | Nhan đề                                                                                   | Thời lượng                                                                                |
| ----------------------------------------------------------------------------------------- | ----------------------------------------------------------------------------------------- | ----------------------------------------------------------------------------------------- |
| 1.                                                                                        | "Hit Man!! (ヒットマン!!)"                                                                | 4:06                                                                                      |
| 2.                                                                                        | "Hit Man!! instrumental version (ヒットマン!! instrumental version)"                      | 4:06                                                                                      |
| 3.                                                                                        | "Brand-new mind Re-mix version"                                                           | 4:24                                                                                      |
| 4.                                                                                        | "Hit Man!! Re-mix version (ヒットマン!! Re-mix version)"                                  | 4:24                                                                                      |
| Tổng thời lượng:                                                                          | Tổng thời lượng:                                                                          | 17:00                                                                                     |

| Seto no Hanayome Character Song 5 Who are you? (瀬戸の花嫁 キャラクターソング5 Who are you?) | Seto no Hanayome Character Song 5 Who are you? (瀬戸の花嫁 キャラクターソング5 Who are you?) | Seto no Hanayome Character Song 5 Who are you? (瀬戸の花嫁 キャラクターソング5 Who are you?) |
| STT                                                                                          | Nhan đề                                                                                      | Thời lượng                                                                                   |
| -------------------------------------------------------------------------------------------- | -------------------------------------------------------------------------------------------- | -------------------------------------------------------------------------------------------- |
| 1.                                                                                           | "Who are you?"                                                                               | 4:31                                                                                         |
| 2.                                                                                           | "Who are you? Instrumental version"                                                          | 3:55                                                                                         |
| 3.                                                                                           | "GAP Re-mix version"                                                                         | 4:09                                                                                         |
| 4.                                                                                           | "Who are you? Re-mix version"                                                                | 4:18                                                                                         |
| Tổng thời lượng:                                                                             | Tổng thời lượng:                                                                             | 16:53                                                                                        |

| Seto no Hanayome Character Song 6 Rasen (瀬戸の花嫁 キャラクターソング6 らせん) | Seto no Hanayome Character Song 6 Rasen (瀬戸の花嫁 キャラクターソング6 らせん) | Seto no Hanayome Character Song 6 Rasen (瀬戸の花嫁 キャラクターソング6 らせん) |
| STT                                                                             | Nhan đề                                                                         | Thời lượng                                                                      |
| ------------------------------------------------------------------------------- | ------------------------------------------------------------------------------- | ------------------------------------------------------------------------------- |
| 1.                                                                              | "Rasen (らせん)"                                                                | 4:18                                                                            |
| 2.                                                                              | "Rasen instrumental version (らせん instrumental version)"                      | 4:18                                                                            |
| 3.                                                                              | "Wishing! Re-mix version"                                                       | 4:37                                                                            |
| 4.                                                                              | "Rasen Re-mix version (らせん Re-mix version)"                                  | 4:47                                                                            |
| Tổng thời lượng:                                                                | Tổng thời lượng:                                                                | 18:00                                                                           |

| Seto no Hanayome Mini Album Sunshine (瀬戸の花嫁 ミニアルバム SUNSHINE) | Seto no Hanayome Mini Album Sunshine (瀬戸の花嫁 ミニアルバム SUNSHINE)   | Seto no Hanayome Mini Album Sunshine (瀬戸の花嫁 ミニアルバム SUNSHINE) |
| STT                                                                     | Nhan đề                                                                   | Thời lượng                                                              |
| ----------------------------------------------------------------------- | ------------------------------------------------------------------------- | ----------------------------------------------------------------------- |
| 1.                                                                      | "Romantic summer SUN ver."                                                | 3:41                                                                    |
| 2.                                                                      | "Namida Ichirin (涙一輪)"                                                 | 2:24                                                                    |
| 3.                                                                      | "your gravitation SUN ver."                                               | 4:14                                                                    |
| 4.                                                                      | "Eiyuu no Uta (英雄の詩)"                                                 | 3:39                                                                    |
| 5.                                                                      | "Matsuri no Uta -NON STOP!!!- SUN ver. (祭りの詩 -NON STOP!!!- SUN ver.)" | 4:07                                                                    |
| 6.                                                                      | "Nemuri no Uta (眠りの詩)"                                                | 0:27                                                                    |
| 7.                                                                      | "Brand-new mind"                                                          | 4:17                                                                    |
| 8.                                                                      | "Garasu no Yubiwa (ガラスの指輪)"                                         | 4:20                                                                    |
| 9.                                                                      | "Dan Dan Dan SUN ver."                                                    | 4:01                                                                    |
| Tổng thời lượng:                                                        | Tổng thời lượng:                                                          | 31:10                                                                   |

| Seto no Hanayome Mini Album Moonlight (瀬戸の花嫁 ミニアルバム MOONLIGHT) | Seto no Hanayome Mini Album Moonlight (瀬戸の花嫁 ミニアルバム MOONLIGHT)     | Seto no Hanayome Mini Album Moonlight (瀬戸の花嫁 ミニアルバム MOONLIGHT) |
| STT                                                                       | Nhan đề                                                                       | Thời lượng                                                                |
| ------------------------------------------------------------------------- | ----------------------------------------------------------------------------- | ------------------------------------------------------------------------- |
| 1.                                                                        | "Romantic summer LUNAR ver."                                                  | 3:39                                                                      |
| 2.                                                                        | "Natsu Kagiri no Image (夏かぎりのイマージュ)"                                | 3:23                                                                      |
| 3.                                                                        | "Lunarian"                                                                    | 4:05                                                                      |
| 4.                                                                        | "your gravitation LUNAR ver."                                                 | 4:12                                                                      |
| 5.                                                                        | "Matsuri no Uta -NON STOP!!!- LUNAR ver. (祭りの詩 -NON STOP!!!- LUNAR ver.)" | 4:05                                                                      |
| 6.                                                                        | "Tatakai no Uta (戦いの詩)"                                                   | 2:32                                                                      |
| 7.                                                                        | "Wishing!"                                                                    | 4:01                                                                      |
| 8.                                                                        | "ULTRA☆LOVE"                                                                  | 4:48                                                                      |
| 9.                                                                        | "Dan Dan Dan LUNAR ver."                                                      | 4:01                                                                      |
| Tổng thời lượng:                                                          | Tổng thời lượng:                                                              | 34:46                                                                     |

| Seto no Hanayome Kayou Zenshuu Ningyo-hen (瀬戸の花嫁 歌謡全集 人魚篇) | Seto no Hanayome Kayou Zenshuu Ningyo-hen (瀬戸の花嫁 歌謡全集 人魚篇) | Seto no Hanayome Kayou Zenshuu Ningyo-hen (瀬戸の花嫁 歌謡全集 人魚篇) |
| STT                                                                    | Nhan đề                                                                | Thời lượng                                                             |
| ---------------------------------------------------------------------- | ---------------------------------------------------------------------- | ---------------------------------------------------------------------- |
| 1.                                                                     | "Romantic summer -Album ver.-"                                         | 3:41                                                                   |
| 2.                                                                     | "Asu he no Hikari (明日への光)"                                        | 4:42                                                                   |
| 3.                                                                     | "Dan Dan Dan -Album ver.-"                                             | 4:02                                                                   |
| 4.                                                                     | "Brand-new mind"                                                       | 4:17                                                                   |
| 5.                                                                     | "Wishing!"                                                             | 4:03                                                                   |
| 6.                                                                     | "GAP"                                                                  | 4:05                                                                   |
| 7.                                                                     | "Hitman!! -Album version- (ヒットマン!! -Album ver.-)"                 | 4:06                                                                   |
| 8.                                                                     | "Who are you? -Album ver.-"                                            | 3:58                                                                   |
| 9.                                                                     | "Rasen (らせん)"                                                       | 4:19                                                                   |
| 10.                                                                    | "What a wonder!"                                                       | 4:26                                                                   |
| 11.                                                                    | "Psychedelic Brother"                                                  | 4:02                                                                   |
| 12.                                                                    | "Don't Worry Be Happy"                                                 | 3:57                                                                   |
| 13.                                                                    | "Setouchi Ninkyoudou (瀬戸内仁侠道)"                                   | 2:53                                                                   |
| 14.                                                                    | "Namida Ichirin -Ren-san ver.- (涙一輪 -蓮さんver.-)"                  | 2:21                                                                   |
| Tổng thời lượng:                                                       | Tổng thời lượng:                                                       | 54:52                                                                  |

| Seto no Hanayome Kayou Zenshuu Ninkyou-hen (瀬戸の花嫁 歌謡全集 仁侠篇) | Seto no Hanayome Kayou Zenshuu Ninkyou-hen (瀬戸の花嫁 歌謡全集 仁侠篇)            | Seto no Hanayome Kayou Zenshuu Ninkyou-hen (瀬戸の花嫁 歌謡全集 仁侠篇) |
| STT                                                                     | Nhan đề                                                                            | Thời lượng                                                              |
| ----------------------------------------------------------------------- | ---------------------------------------------------------------------------------- | ----------------------------------------------------------------------- |
| 1.                                                                      | "Namida Ichirin (涙一輪)"                                                          | 2:23                                                                    |
| 2.                                                                      | "Eiyuu no Uta (英雄の詩)"                                                          | 3:38                                                                    |
| 3.                                                                      | "Matsuri no Uta (祭りの詩)"                                                        | 4:07                                                                    |
| 4.                                                                      | "Tatakai no Uta (戦いの詩)"                                                        | 2:33                                                                    |
| 5.                                                                      | "your gravitation"                                                                 | 4:12                                                                    |
| 6.                                                                      | "Lunarian"                                                                         | 4:07                                                                    |
| 7.                                                                      | "Natsu Kagari no Image (夏かぎりのイマージュ)"                                     | 3:25                                                                    |
| 8.                                                                      | "Garasu no Yubiwa (ガラスの指輪)"                                                  | 4:19                                                                    |
| 9.                                                                      | "ULTRA☆LOVE"                                                                       | 4:50                                                                    |
| 10.                                                                     | "Gojin Senshi Oredamu (個人戦士オレダム)"                                          | 3:18                                                                    |
| 11.                                                                     | "Love Hearts"                                                                      | 3:44                                                                    |
| 12.                                                                     | "Romantic summer (Hachichuu Yarisugi MIX) (Romantic summer (八中女子やりすぎMIX))" | 3:54                                                                    |
| 13.                                                                     | "Soshite Ai no Meiro (そして愛の迷路)"                                             | 4:26                                                                    |
| 14.                                                                     | "Soshite Otoko no Michi (そして仁侠の道)"                                          | 4:12                                                                    |
| Tổng thời lượng:                                                        | Tổng thời lượng:                                                                   | 53:08                                                                   |

Hai tập OVA có 4 bài hát chủ đề với hai bài mở đầu và kết thúc cho mỗi tập. Bài hát mở đầu thứ nhất có tên Zettai Otome (絶対乙女) do hai nhân vật Sun và Lunar trình bày, đĩa đơn chứa bài hát đã phát hành vào ngày 29 thánh 10 năm 2008 với hai phiên bản, một phiên bản có đính kèm đĩa chứa đoạn phim trình bày nhạc phẩm. Bài hát kết thúc thứ hai có tên Tenshi Ranman Love Power (天使爛漫 Love Power) do Momoi Halko, Nogawa Sakura, Morinaga Rika và Kitamura Eri trình bày, đĩa đơn chứa bài hát đã phát hành vào ngày 24 tháng 12 năm 2008 với hai phiên bản, trong đó một phiên bản có đính kèm đĩa chứa đoạn phim trình bày nhạc phẩm. Bài hát kết thúc đầu có tên Mirai he Go (未来へGo) do DEKABANCHO trình bày, đĩa đơn chứa bài hát đã phát hành vào ngày 28 tháng 11 năm 2008. Bài hát kết thúc thứ hai có tên Kakehashi (梯 -かけはしー) do hai nhân vật Sun và Lunar trình bày, đĩa đơn chứa bài hát đã phát hành vào ngày 30 tháng 1 năm 2009. Một album chứa các bài hát của các nhân vật đã phát hành vào ngày 04 tháng 3 năm 2009.
| Zettai Otome (絶対乙女) | Zettai Otome (絶対乙女)                                   | Zettai Otome (絶対乙女) |
| STT                     | Nhan đề                                                   | Thời lượng              |
| ----------------------- | --------------------------------------------------------- | ----------------------- |
| 1.                      | "Zettai Otome (絶対乙女)"                                 | 4:22                    |
| 2.                      | "Zettai Otome (ver.SUN) (絶対乙女 (ver.SUN))"             | 4:09                    |
| 3.                      | "Zettai Otome (ver.LUNAR) (絶対乙女 (ver.LUNAR))"         | 4:27                    |
| 4.                      | "Zettai Otome (ver.vocalless) (絶対乙女 (ver.vocalless))" | 4:19                    |
| Tổng thời lượng:        | Tổng thời lượng:                                          | 17:17                   |

| Mirai he Go (未来へGo) | Mirai he Go (未来へGo)                                   | Mirai he Go (未来へGo) |
| STT                    | Nhan đề                                                  | Thời lượng             |
| ---------------------- | -------------------------------------------------------- | ---------------------- |
| 1.                     | "Mirai he Go (未来へGo)"                                 | 3:45                   |
| 2.                     | "Mirai he Go (ver.DEKA) (未来へGo (ver.DEKA))"           | 3:52                   |
| 3.                     | "Mirai he Go (ver.BANCHO) (未来へGo (ver.BANCHO))"       | 3:57                   |
| 4.                     | "Mirai he Go (ver.vocalless) (未来へGo (ver.vocalless))" | 3:44                   |
| Tổng thời lượng:       | Tổng thời lượng:                                         | 15:18                  |

| Tenshi Ranman Love Power (天使爛漫 Love Power) | Tenshi Ranman Love Power (天使爛漫 Love Power)                                       | Tenshi Ranman Love Power (天使爛漫 Love Power) |
| STT                                            | Nhan đề                                                                              | Thời lượng                                     |
| ---------------------------------------------- | ------------------------------------------------------------------------------------ | ---------------------------------------------- |
| 1.                                             | "Tenshi Ranman Love Power (天使爛漫 Love Power)"                                     | 4:28                                           |
| 2.                                             | "Tenshi Ranman Love Power (ver.SUN & LUNAR) (天使爛漫 Love Power (ver.SUN & LUNAR))" | 4:42                                           |
| 3.                                             | "Tenshi Ranman Love Power (ver.DEKABANCHO) (天使爛漫 Love Power (ver.DEKABANCHO))"   | 4:20                                           |
| 4.                                             | "Tenshi Ranman Love Power (ver.vocalless) (天使爛漫 Love Power (ver.vocalless))"     | 4:25                                           |
| Tổng thời lượng:                               | Tổng thời lượng:                                                                     | 17:55                                          |

| Kakehashi (梯 -かけはしー) | Kakehashi (梯 -かけはしー)                               | Kakehashi (梯 -かけはしー) |
| STT                        | Nhan đề                                                  | Thời lượng                 |
| -------------------------- | -------------------------------------------------------- | -------------------------- |
| 1.                         | "Kakehashi (梯 -かけはしー)"                             | 4:03                       |
| 2.                         | "Kakehashi ver.SUN (梯 -かけはしー ver.SUN)"             | 4:01                       |
| 3.                         | "Kakehashi ver.LUNAR (梯 -かけはしー ver.LUNAR)"         | 4:45                       |
| 4.                         | "Kakehashi ver.vocalless (梯 -かけはしー ver.vocalless)" | 4:03                       |
| Tổng thời lượng:           | Tổng thời lượng:                                         | 16:52                      |

| Seto no Hanayome OVA Mini Album Jingi (瀬戸の花嫁 OVA ミニアルバム 仁義) | Seto no Hanayome OVA Mini Album Jingi (瀬戸の花嫁 OVA ミニアルバム 仁義)             | Seto no Hanayome OVA Mini Album Jingi (瀬戸の花嫁 OVA ミニアルバム 仁義) |
| STT                                                                      | Nhan đề                                                                              | Thời lượng                                                               |
| ------------------------------------------------------------------------ | ------------------------------------------------------------------------------------ | ------------------------------------------------------------------------ |
| 1.                                                                       | "Tanoshii Uta (楽しい詩)"                                                            | 4:11                                                                     |
| 2.                                                                       | "Hageshii Uta (激しい詩)"                                                            | 4:36                                                                     |
| 3.                                                                       | "Romantic summer 2009"                                                               | 3:51                                                                     |
| 4.                                                                       | "Zettai Otome (OVA size) (絶対乙女 (OVA size))"                                      | 1:34                                                                     |
| 5.                                                                       | "Mirai he Go (OVA size) (未来へGo (OVA size))"                                       | 1:34                                                                     |
| 6.                                                                       | "Tenshi Ranman Love Power (OVA size) (天使爛漫 Love Power (OVA size))"               | 1:34                                                                     |
| 7.                                                                       | "Kakehashi (OVA size) (梯ーかけはしー (OVA size))"                                   | 1:35                                                                     |
| 8.                                                                       | "Zettai Otome (ver.BGM arrange) (絶対乙女 (ver.BGM arrange))"                        | 1:54                                                                     |
| 9.                                                                       | "Tenshi Ranman Love Power (ver.BGM arrange) (天使爛漫 Love Power (ver.BGM arrange))" | 2:08                                                                     |
| 10.                                                                      | "Horror (Satan no Theme) (ホラー(サーたんのテーマ))"                                 | 2:23                                                                     |
| 11.                                                                      | "Tanoshii Uta (ver.vocalless) (楽しい詩 (ver.vocalless))"                            | 4:11                                                                     |
| 12.                                                                      | "Hageshii Uta (ver.vocalless) (激しい詩 (ver.vocalless))"                            | 4:35                                                                     |
| 13.                                                                      | "Romantic summer 2009 (ver.vocalless)"                                               | 3:49                                                                     |
| Tổng thời lượng:                                                         | Tổng thời lượng:                                                                     | 37:55                                                                    |